# Umurca, Hasköy
Umurca là một xã thuộc huyện Hasköy, tỉnh Muş, Thổ Nhĩ Kỳ. Dân số thời điểm năm 2011 là 786 người.